# A Scandal turnéinak listája
A Scandal egy japán pop-rock együttes. Első turnéjuk 2008 márciusában, az Egyesült Államokban volt, amikor a South by Southwest által rendezett Japan Nite US Tour 2008 összes állomására meghívást kaptak. A zenekarnak ugyan a technikai problémákkal, a nyelv teljes mértékű hiányával és a tapasztalatlanságukkal is meg kellett küzdenie, azonban végül az amerikai utazásukat lezáró Sakura-Con anime találkozón 7000 ember követelte őket ráadásra, először az együttes története során. Első önálló koncertsorozatukra ugyanazon év augusztusában került sor, melynek az középiskola kezdete vetett véget. A következő koncertsorozatuk alkalmával már rangosabb, nagyobb tömeg befogadására képes koncerttermekben léphettek fel, felvételei Scandal First Live: Best Scandal 2009 címmel jelentek meg 2010-ben. A turné népszerűségének köszönhetően 2009 karácsony napján egy ráadás koncertet is adtak. Rákövetkező koncertsorozatukon már nyolc város nyolc zenetermében léphettek fel, viszont nem váltottak vissza különösebb visszhangot. A következő, Scandal Temptation Box Tour 2010: Yeah! tte iei! turnéjuk alkalmával először tehették be a lábaikat előadóként a rangos Zepp koncerttermek ajtóin, a felvételei Everybody Say Yeah!: Temptation Box Tour 2010: Zepp Tokyo címen jelentek meg. Következő koncertsorozatuk alatt kizárólag a Zepp épületeiben léptek fel. A turné szerfelett sikeres lett: telt házas volt mind a hét állomása. 2011 szeptemberében a több kisebb ázsiai fellépés után megtartották első japánon kívüli önálló turnéjukat, a Scandal Virgin Hall Tour 2011: Baby Action egyfajta beharangozójaként. Mindként koncertkörút sikeresnek bizonyult, mivel az összes jegy elkelt minden egyes megállóján.

## Scandal: Give Me P.P. Tour 2008 Summer
A Scandal: Give Me P.P. Tour 2008 Summer a Scandal japán pop rock együttes első önálló koncertsorozata, amely 2008. augusztus 18. és 29-e között, az iskolai nyári szünetükben tartottak a Yah! Yah! Yah! Hello Scandal: Maido! Scandal Deszu! Yah Yah Yah! című középlemezük népszerűsítéseként. Az augusztus 24-ei előadást leszámítva, ahol a The Condors előzenekara voltak, egymagukban léptek fel.
Állomások
| Időpont             | Város    | Helyszín        |
| ------------------- | -------- | --------------- |
| Japán               |          |                 |
| 2008. augusztus 18. | Fukuoka  | Drum Son        |
| 2008. augusztus 19. | Hirosima | Namiki Junction |
| 2008. augusztus 22. | Oszaka   | Shangri-La      |
| 2008. augusztus 23. | Nagoja   | ell.Fitsall     |
| 2008. augusztus 24. | Szapporo | Kraps Hall      |
| 2008. augusztus 26. | Szendai  | Club Junk Box   |
| 2008. augusztus 29. | Sibuja   | Chelsea Hotel   |

## First One-Man Live Tour
A First One-Man Live Tour a Scandal japán pop rock együttes második önálló koncertsorozata, amely 2009. december 4. és 24-e között tartottak a Best Scandal című bemutatkozó stúdióalbumuk népszerűsítéseként. A turné eredetileg három állomásból állt volna, ám a nagy érdeklődés eredményeként tartottak egy ráadáskoncertet a ebiszui Liquidroomban, amelyet a japán WOWOW élőben közvetített szenteste főműsoridőben.
A december 24-ei Best Xmas elnevezésű koncert felvételei 2010. június 6-án Scandal First Live: Best Scandal 2009 címen jelent meg. Az album az ötödik helyen mutatkozott be az Oricon zenei DVD és az összesített DVD eladási listáján is. A tokiói állomáson mutatták be a Sunkan Sentimental című dalukat, ami 2010. február 3-án jelent meg.
| Dallista (Best Nagoya, Best Osaka) 1. Space Ranger 2. BEAUTeen! 3. Anata ga mavaru 4. Maborosi Night 5. Koi mojó 6. Tokyo 7. Sakura Goodbye 8. Hitocu dake 9. Kimi to joru to namida 10. Jumemiru cubasza 11. Sódzso S 12. Scandal no Theme 13. Time Machine ni onegai (Sadistic Mikaela Band feldolgozás) 14. Kageró 15. Scandal Baby 16. Doll | Dallista (Best Tokyo) 1. Space Ranger 2. BEAUTeen!! → Jumemiru cubasza 3. Anata ga mavaru 4. Maborosi Night 5. Koi mojó 6. Ring! Ring! Ring! 7. S.L. Magic → Doll 8. Tokyo 9. Sakura Goodbye 10. Jumemiru cubasza 11. Hitocu dake 12. Kimi to joru to namida 13. Sódzso S 14. Kageró 15. Scandal Baby 16. Scandal no Theme 17. Time Machine ni onegai (Sadistic Mikaela Band feldolgozás) 18. Sunkan Sentimental 19. Doll | Dallista (Best Xmas) 1. Space Ranger 2. BEAUTeen!! 3. Anata ga mavaru 4. Maborosi Night 5. Koi mojó 6. Ring! Ring! Ring! 7. S.L. Magic 8. Tokyo 9. Sakura Goodbye 10. Jumemiru cubasza 11. Hitocu dake 12. Kimi to joru to namida 13. Sódzso S 14. Kageró 15. Scandal Baby 16. Koibito ga Santa Claus (Macutoja Jumi feldolgozás) 17. Sunkan Sentimental 18. Doll |

Állomások
| Időpont            | Város       | Helyszín                   |
| ------------------ | ----------- | -------------------------- |
| Japán              |             |                            |
| 2009. december 4.  | Nagoja      | Club Quattro (Best Nagoya) |
| 2009. december 5.  | Sinszaibasi | Club Quattro (Best Osaka)  |
| 2009. december 12. | Sibuja      | Club Quattro (Best Tokyo)  |
| 2009. december 24. | Ebiszu      | Liquidroom (Best Xmas)     |

## Scandal: Sunkan szakura zenszen Tour 2010 Spring
A Scandal: Sunkan szakura zenszen Tour 2010 Spring a Scandal japán pop rock együttes harmadik önálló koncertsorozata, első amely a Temptation Box című stúdióalbumukat népszerűsítette. A turné 2010. március 23-án kezdődött a fukuokai Beat Station színpadán és április 10-én ért véget a kóbei Varitban.
A koncertek alatt előadták a Zone Secret Base (kimi ga kureta mono) című dalát is, amelyet a rajongók hatszáz dal közül választottak ki. A szám később digitális kislemez formájában is megjelent, valamint az R-Girl’s Rock! elnevezésű feldolgozásalbumukra is felkerült. A turné összefoglaló kisfilmje a Temptation Box korlátozott példányszámú kiadásának DVD-jén látható.
Dallista
1. Sakura Goodbye
2. BEAUTeen!!
3. Hosi no furu joru ni
4. Sódzso S
5. Ring! Ring! Ring!
6. Koi no kadzsicu
7. Doll
8. Jumemiru cubasza
9. Kimi to joru to namida
10. Scandal Baby
11. Kageró
12. Sunkan Sentimental
13. Secret Base (kimi ga kureta mono) (Zone feldolgozás)
14. Space Ranger
15. S.L. Magic (csak az április 10-i állomáson)

Állomások
| Időpont           | Város             | Helyszín      |
| ----------------- | ----------------- | ------------- |
| Japán             |                   |               |
| 2010. március 23. | Fukuoka           | Beat Station  |
| 2010. március 27. | Ucunomija         | Heaven’s Rock |
| 2010. március 28. | Szendai           | Club Junk Box |
| 2010. március 30. | Niigata           | Club Junk Box |
| 2010. április 2.  | Kasiva            | Palooza       |
| 2010. április 3.  | Hamamacu          | Madovaku      |
| 2010. április 4.  | Szaitama-Sintosin | Heaven’s Rock |
| 2010. április 10. | Kóbe              | Varit         |

## Scandal Temptation Box Tour 2010: Yeah! tte iei!
Dallista
1. GIRLism
2. Doll
3. Hi-Hi-Hi
4. Playboy Part II
5. Sódzso S
6. Sódzso M
7. BEAUTeen!!
8. Hókago 1H
9. Switch
10. Namida no Regret
11. Kageró
12. Sunkan Sentimental
13. Aitai
14. Hello! Hello!
15. Taijó to kimi ga egaku Story
16. Shining Sun
17. Szajonara My Friend
18. Scandal Baby

Állomások
| Időpont              | Város    | Helyszín      |
| -------------------- | -------- | ------------- |
| Japán                |          |               |
| 2010. szeptember 18. | Fukuoka  | Drum Logos    |
| 2010. szeptember 20. | Hirosima | Club Quattro  |
| 2010. szeptember 23. | Hokkaidó | Penny Lane 24 |
| 2010. szeptember 26. | Szendai  | Zepp Sendai   |
| 2010. szeptember 29. | Nagoja   | Zepp Nagoya   |
| 2010. szeptember 30. | Oszaka   | Zepp Osaka    |
| 2010. október 2.     | Tokió    | Zepp Tokyo    |

## Scandal Live Tour 2011: Dreamer
Dallista
1. Pride
2. Hitocu dake
3. Hosi no furu joru ni
4. Want You
5. Cute!
6. Doll
7. Anata ga mavaru
8. Hi-Hi-Hi
9. Sakura Goodbye
10. Scandal Baby
11. Emotion
12. Sunkan Sentimental
13. Kageró
14. Jumemiru cubasza
15. Haruka
16. Sódzso S
17. Satisfaction
18. Everybody Say Yeah!
19. Scandal nanka buttobasze (csak az oszakai és tokiói állomásokon)
20. Space Ranger (csak az oszakai állomáson)

Állomások
| Időpont         | Város    | Helyszín     |
| --------------- | -------- | ------------ |
| Japán           |          |              |
| 2011. május 3.  | Fukuoka  | Zepp Fukuoka |
| 2011. május 6.  | Tokió    | Zepp Tokyo   |
| 2011. május 8.  | Szendai  | Zepp Sendai  |
| 2011. május 14. | Szapporo | Zepp Sapporo |
| 2011. június 2. | Nagoja   | Zepp Nagoya  |
| 2011. június 4. | Oszaka   | Zepp Osaka   |
| 2011. június 8. | Tokió    | Zepp Tokyo   |

## Scandal One-Man Live in Sikoku: Kjú ni kite gomen
Dallista
1. Scandal no Theme
2. Hi-Hi-Hi
3. Everybody Say Yeah!'
4. Sódzso S
5. Hosi no furu joru ni
6. Doll
7. Love Survive
8. Hikare
9. Haruka
10. Sunkan Sentimental
11. Kageró
12. Space Ranger
13. Pride
14. Satisfaction
15. Taijó to kimi ga egaku Story

Állomások
| Időpont          | Város    | Helyszín    |
| ---------------- | -------- | ----------- |
| Japán            |          |             |
| 2011. július 9.  | Macujama | Salon Kitty |
| 2011. július 10. | Takamacu | Dime        |

## Scandal Asia Tour 2011: Baby Action
| Dallista (Tajpej, Hongkong, Szingapúr 1) 1. Glamorous You 2. Szono toki, szekai va kimi darake no Rain 3. Sódzso S 4. Hi-Hi-Hi 5. Doll 6. Love Survive 7. Tokió Skyscraper 8. Burn 9. Haruka 10. Pride 11. Very Special 12. Sunkan Sentimental 13. Scandal Baby 14. Kageró 15. Everybody Say Yeah! | Dallista (Szingapúr 2) 1. Glamorous You 2. Szono toki, szekai va kimi darake no Rain 3. Sódzso S 4. Hi-Hi-Hi 5. Doll 6. Love Survive 7. Tokió Skyscraper 8. Burn 9. Haruka 10. Pride 11. Very Special 12. Space Ranger 13. Scandal Baby 14. Sunkan Sentimental 15. Everybody Say Yeah! |

Állomások
| Időpont              | Város     | Ország    | Helyszín             |
| -------------------- | --------- | --------- | -------------------- |
| Ázsia                |           |           |                      |
| 2011. szeptember 11. | Tajpej    | Tajvan    | The Wall             |
| 2011. szeptember 12. | Hongkong  | Hongkong  | Rotunda 3            |
| 2011. szeptember 16. | Szingapúr | Szingapúr | La Salle SIA Theater |
| 2011. szeptember 17. | Szingapúr | Szingapúr | La Salle SIA Theater |

## Scandal Virgin Hall Tour 2011: Baby Action
Dallista
1. Love Survive
2. Sparkling
3. Scandal nanka buttobasze
4. Szono toki, szekai va kimi darake no Rain
5. Doll
6. Sódzso S
7. Sódzso M
8. Dobondobondo no Theme
9. Appletacsi no dengon
10. Maborosi Night
11. Tokió Skyscraper
12. Burn
13. Haruka
14. Pride
15. Very Special
16. Sunkan Sentimental
17. Everybody Say Yeah!
18. Scandal Baby
19. Glamorous You
20. Harukaze (csak a nakanói állomáson)
21. One Piece

Állomások
| Időpont            | Város    | Helyszín                           |
| ------------------ | -------- | ---------------------------------- |
| Japán              |          |                                    |
| 2011. október 13.  | Kóbe     | Kobe Bunka Hall                    |
| 2011. október 15.  | Fukuoka  | Fukuoka Civic Hall                 |
| 2011. október 17.  | Kagava   | Alpha Nabuki Hall                  |
| 2011. október 21.  | Hamamacu | Welfare Center                     |
| 2011. október 23.  | Hirosima | Aster Plaza                        |
| 2011. október 24.  | Okajama  | Kurasiki Geibunkan                 |
| 2011. október 30.  | Kanazava | Kanazava Bunka Hall                |
| 2011. november 4.  | Szapporo | Sapporo Education and Culture Hall |
| 2011. november 11. | Oszaka   | NHK Osaka Hall                     |
| 2011. november 13. | Nagoja   | Nagoya Civic Assembly Hall         |
| 2011. november 23. | Szendai  | Sendai Civic Auditorium            |
| 2011. december 1.  | Nakano   | Nakano Sun Plaza                   |

## Scandal: Live Ido Live Tour 2012
| Dallista (Kagosima, Nagaszaki, Hirosima, Takamacu, Tokusima, Vakajama, Kiotó, Nagano, Szendai, Szapporo 1) 1. Taijó to kimi ga egaku Story 2. S.L. Magic 3. Szono toki, szekai va kimi darake no Rain 4. GIRLism 5. Sunkan Sentimental 6. Ring! Ring! Ring! 7. Rock ’n’ Roll Widow (Jamagucsi Momoe feldolgozás) 8. Welcome Home 9. Harukaze 10. Switch 11. Scandal Baby 12. Taijó Scandalous 13. BEAUTeen!! 14. Love Survive 15. Everybody Say Yeah! 16. Doll 17. Space Ranger | Dallista (Kumamoto, Okajama, Niigata) 1. Taijó to kimi ga egaku Story 2. S.L. Magic 3. Szono toki, szekai va kimi darake no Rain 4. GIRLism 5. Sunkan Sentimental 6. Ring! Ring! Ring! 7. Rock ’n’ Roll Widow (Jamagucsi Momoe feldolgozás) 8. Welcome Home 9. Harukaze 10. Switch 11. Scandal Baby 12. Taijó Scandalous 13. BEAUTeen!! 14. Love Survive 15. Everybody Say Yeah! 16. Doll 17. Hosi no furu joru ni | Dallista (Nagoja, Szapporo 2) 1. Taijó to kimi ga egaku Story 2. S.L. Magic 3. Szono toki, szekai va kimi darake no Rain 4. GIRLism 5. Sunkan Sentimental 6. Ring! Ring! Ring! 7. Rock ’n’ Roll Widow (Jamagucsi Momoe feldolgozás) 8. Welcome Home 9. Harukaze 10. Switch 11. Scandal Baby 12. Taijó Scandalous 13. BEAUTeen!! 14. Love Survive 15. Everybody Say Yeah! 16. Doll 17. Kageró 18. Space Ranger |

Dallista (Oszaka, Tokió)
1. Taijó to kimi ga egaku Story
2. S.L. Magic
3. Szono toki, szekai va kimi darake no Rain
4. GIRLism
5. Sunkan Sentimental
6. Ring! Ring! Ring!
7. Rock ’n’ Roll Widow (Jamagucsi Momoe feldolgozás)
8. Welcome Home
9. Harukaze
10. Switch
11. Scandal Baby
12. Taijó Scandalous
13. BEAUTeen!!
14. Love Survive
15. Everybody Say Yeah!
16. Doll
17. Hosi no furu joru ni
18. Space Ranger

Állomások
| Időpont          | Város     | Helyszín           |
| ---------------- | --------- | ------------------ |
| Japán            |           |                    |
| 2012. május 19.  | Kagosima  | Caparvo Hall       |
| 2012. május 20.  | Kumamoto  | Drum Be-9          |
| 2012. május 22.  | Nagaszaki | Drum Be-7          |
| 2012. május 25.  | Hirosima  | Club Quattro       |
| 2012. május 26.  | Okajama   | Crazy Mama Kingdom |
| 2012. május 28.  | Takamacu  | Dime               |
| 2012. május 29.  | Tokusima  | Club Grindhouse    |
| 2012. június 2.  | Nagoja    | Zepp Nagoya        |
| 2012. június 3.  | Oszaka    | Zepp Namba         |
| 2012. június 5.  | Vakajama  | Gate               |
| 2012. június 6.  | Kiotó     | Kyoto Muse         |
| 2012. június 8.  | Tokió     | Zepp Tokyo         |
| 2012. június 11. | Nagano    | Junk Box           |
| 2012. június 13. | Niigata   | Niigata Lots       |
| 2012. június 14. | Szendai   | Rensa              |
| 2012. június 16. | Szapporo  | Penny Lane 24      |
| 2012. június 17. | Szapporo  | Penny Lane 24      |

## Scandal Hall Tour 2012: Queens Are Trumps: Kirifuda va Queen
Állomások
| Időpont            | Város    | Helyszín                              |
| ------------------ | -------- | ------------------------------------- |
| Japán              |          |                                       |
| 2012. október 12.  | Vakó     | Vakó Simin Bunka Center               |
| 2012. október 20.  | Oszaka   | Osaka International Convention Center |
| 2012. október 21.  | Oszaka   | Osaka International Convention Center |
| 2012. október 24.  | Iida     | Iida Bunka Kaikan                     |
| 2012. október 26.  | Fukuoka  | Fukuoka Civic Hall                    |
| 2012. október 28.  | Edogava  | Edogava-ku Szógó Bunka Center         |
| 2012. október 31.  | Szaitama | Omiya Sonic City                      |
| 2012. november 3.  | Nagoja   | Aichi Prefectural Arts Theather       |
| 2012. november 4.  | Nagoja   | Aichi Prefectural Arts Theather       |
| 2012. november 6.  | Kanazava | Kanazawa Bunka Hall                   |
| 2012. november 10. | Kiotó    | Kyoto Muse                            |
| 2012. november 16. | Szapporo | Zepp Sapporo                          |
| 2012. november 18. | Szendai  | Izumity21                             |
| 2012. november 20. | Niigata  | Niigata-City Performing Arts Center   |
| 2012. november 22. | Nakano   | Nakano Sun Plaza                      |

## Scandal Live: Kjú ni kite gomen in Shimane & Tottori
Dallista
1. Harukaze
2. Sunkan Sentimental
3. Satisfaction
4. Doll
5. Sódzso S
6. Kageró
7. Rock ’n’ Roll Widow (Jamagucsi Momoe feldolgozás)
8. Rock ’n Roll
9. Avanai cumori no, genki de ne
10. Love Survive
11. Everybody Say Yeah!
12. Scandal Baby
13. Space Ranger
14. Taijó to kimi ga egaku Story

Állomások
| Időpont        | Város  | Helyszín            |
| -------------- | ------ | ------------------- |
| Japán          |        |                     |
| 2013. május 4. | Jonago | Jonago Aztic Laughs |
| 2013. május 7. | Macue  | Macue Aztic Canova  |

## Scandal Live Tour 2013: Sca va mada honki dasitenai dake
Állomások
| Időpont          | Város     | Helyszín                     |
| ---------------- | --------- | ---------------------------- |
| Japán            |           |                              |
| 2013. június 9.  | Szapporo  | Zepp Sapporo                 |
| 2013. június 11. | Szendai   | Szendai Rensa                |
| 2013. június 14. | Jamagata  | Jamagata Music Showa Session |
| 2013. június 16. | Takaszaki | Club Fleez                   |
| 2013. június 20. | Tokió     | Zepp DiverCity Tokyo         |
| 2013. június 21. | Tokió     | Zepp DiverCity Tokyo         |
| 2013. június 23. | Jokohama  | Yokohama Blitz               |
| 2013. június 27. | Oszaka    | Zepp Namba                   |
| 2013. június 28. | Oszaka    | Zepp Namba                   |
| 2013. június 30. | Fukui     | Hibiki Hall                  |
| 2013. július 2.  | Tojama    | Tojama Mairo                 |
| 2013. július 4.  | Nagoja    | Zepp Nagoya                  |
| 2013. július 5.  | Nagoja    | Zepp Nagoya                  |
| 2013. július 7.  | Fukuoka   | Zepp Fukuoka                 |

## Scandal Hall Tour 2013: Standard
Állomások
| Időpont            | Város     | Helyszín                                      |
| ------------------ | --------- | --------------------------------------------- |
| Japán              |           |                                               |
| 2013. október 19.  | Tokió     | Katsushika Symphony Hills                     |
| 2013. október 22.  | Kanazava  | Kanazawa Bunka Hall                           |
| 2013. október 24.  | Nagoja    | Century Hall                                  |
| 2013. október 26.  | Fukuoka   | Fukuoka Civic Hall                            |
| 2013. október 30.  | Kudamacu  | Starpiaa Kudamacu                             |
| 2013. június 21.   | Macujama  | Matsuyama City Comprehensive Community Center |
| 2013. november 1.  | Macujama  | Matsuyama City Comprehensive Community Center |
| 2013. november 3.  | Hirosima  | Hiroshima Bunka Gakuen HBG Hall               |
| 2013. november 4.  | Oszaka    | Orix Theater                                  |
| 2013. november 7.  | Tokió     | NHK Hall                                      |
| 2013. november .   | Tojama    | Tojama Mairo                                  |
| 2013. november 9.  | Jokkaicsi | Yokkaichi Cultural Center Main Hall           |
| 2013. november 12. | Nara      | Nara Centennial Hall                          |
| 2013. november 14. | Kóbe      | Kobe International House International Hall   |
| 2013. november 16. | Kofu      | Korani Bunka Hall                             |
| 2013. november 19. | Szendai   | Sendai Denryoku Hall                          |
| 2013. november 21. | Omija     | Omiya Sonic City Large Hall                   |
| 2013. november 24. | Misima    | Mishima Civic Cultural Hall                   |
| 2013. november 26. | Szapporo  | Sapporo Education and Culture Hall Main Hall  |
| 2013. november 29. | Niigata   | Niigata Prefectural Civic Center              |
| 2013. december 1.  | Kirjú     | Kiryu City Performing Arts Center Silk Hall   |
| 2013. december 3.  | Tokió     | Tokyo International Forum Hall A              |

## Scandal Mania presents Scandal Collection 2014
Dallista
Az alábbi számlista a 2014. január 10-i fellépést tükrözi, és nem áll a turné összes állomására.
1. Koi no kadzsicu
2. Aitai
3. Kageró
4. Taijó to kimi ga egaku Story
5. Love Survive
6. Avanai cumori no, genki de ne
7. Bitter Chocolate
8. S.L. Magic
9. Future
10. Kagen no cuki
11. Sunkan Sentimental
12. Koe
13. Scandal Baby

Ráadás
1. Runners High
2. Everybody Say Yeah!

- A turné alatt a minden állomáson más dalt játszottak hetedikként és nyolcadikként. Nagojában a Avanai cumori no, genki de ne és a Bitter Chocolate, Umedában a Hello! Hello! és a Switch, Hirosimában a Sakura Goodbye és a Rock ’n Roll, míg Tokióban a Burn és a Harukaze című dalokat játszották.

Állomások
| Időpont          | Város    | Helyszín               |
| ---------------- | -------- | ---------------------- |
| Japán            |          |                        |
| 2014. január 10. | Nagoja   | Nagoya Club Quattro    |
| 2014. január 12. | Umeda    | Umeda Club Quattro     |
| 2014. január 13. | Hirosima | Hiroshima Club Quattro |
| 2014. január 17. | Tokió    | Shibuya Club Quattro   |

## Scandal toppacu One-Man Live Series: Kjú ni kite gomen in Kita
Dallista
1. Runners High
2. Love Survive
3. Avanai cumori no, genki de ne
4. Scandal Baby
5. Standard
6. Doll
7. Sakura Goodbye
8. Harukaze
9. Departure
10. Rainy
11. Space Ranger
12. Taijó to kimi ga egaku Story
13. Namida jo hikare
14. Everybody Say Yeah!

Állomások
| Időpont        | Város      | Helyszín               |
| -------------- | ---------- | ---------------------- |
| Japán          |            |                        |
| 2014. május 2. | Otaru      | Otaru Goldstone        |
| 2014. május 4. | Aszahikava | Asahikawa Casino Drive |
| 2014. május 6. | Hakodate   | Hakodate Club Cocoa    |
| 2014. május 8. | Hiroszaki  | Hirosaki Mag-Net       |
| 2014. május 8. | Akita      | Akita Club Swindl      |

## Scandal Arena Live 2014
Dallista
| Osaka-jo Hall 1. Doll 2. Oszaka Lover (大阪LOVER) (Dreams Come True-feldolgozás) 3. Welcome Home 4. Runners High 5. Love Survive 6. Everybody Say Yeah 7. Standard 8. Koe (声) (akusztikus) 9. Bitter Chocolate (ビターチョコレート) 10. Pin Heel Surfer (ピンヒールサーファー) 11. Scandal Baby 12. Rainy 13. Taijó Scandalous (太陽スキャンダラス) 14. Space Ranger (スペースレンジャー) 15. Namida jo hikare (涙よ光れ) 16. Departure Ráadás 1. One Piece 2. Joake no rjúszeigun (夜明けの流星群) 3. Taijó to kimi ga egaku Story (太陽と君が描くSTORY) | Yokohama Arena 1. Scandal in the House 2. Avanai cumori no, genki de ne (会わないつもりの、元気でね) 3. Scandal Baby 4. Satisfaction (サティスファクション) 5. Over Drive 6. Doll 7. Standard 8. Runners High 9. Love Survive 10. Everybody Say Yeah 11. Kagen no cuki (下弦の月) 12. Bitter Chocolate (ビターチョコレート) 13. Haruka (ハルカ) 14. Rainy 15. Taijó Scandalous (太陽スキャンダラス) 16. Space Ranger (スペースレンジャー) 17. Namida jo hikare (涙よ光れ) 18. Departure Ráadás 1. Joake no rjúszeigun (夜明けの流星群) 2. Taijó to kimi ga egaku Story (太陽と君が描くSTORY) |

Állomások
| Időpont          | Város    | Helyszín       |
| ---------------- | -------- | -------------- |
| Japán            |          |                |
| 2014. június 22. | Oszaka   | Osaka-jo Hall  |
| 2014. június 28. | Jokohama | Yokohama Arena |
| 2014. június 29. | Jokohama | Yokohama Arena |

## Scandal Live House 10 Days: Kjú ni kite moratte gomen 2014: Sinkjoku jaru kara kiite jo
Dallista
| Szeptember 14. 1. Scandal Baby 2. Scandal no Theme 3. Rising Star 4. Orange Juice 5. Hitocu dake 6. Avanai cumori no, genki de ne 7. Standard 8. Onegai Navigation 9. Kan Beer 10. Switch 11. Joake no rjúszeigun 12. Image 13. Your Song 14. Space Ranger 15. Doll Ráadás 1. Sunkan Sentimental | Szeptember 15. 1. Sunkan Sentimental 2. Standard 3. Taijó Scandalous 4. Playboy Part II 5. Playboy 6. Your Song 7. Joake no rjúszeigun 8. Graduation 9. Hon vo jomu 10. Switch 11. Avanai cumori no, genki de ne 12. Image 13. Scandal Baby 14. Space Ranger 15. Doll Ráadás 1. Everybody Say Yeah! |

| Szeptember 17. 1. Everbody Say Yeah! 2. Space Ranger 3. Your Song 4. Doll 5. Tokió Skyscraper 6. Avanai cumori no, genki de ne 7. Standard 8. Onegai Navigation 9. Hon vo jomu 10. Switch 11. Kagen no cuki 12. Image 13. Joake no rjúszeigun 14. Taijó to kimi ga egaku Story 15. Taijó Scandalous Ráadás 1. Runners High | Szeptember 18. 1. Runners High 2. Scandal Baby 3. Standard 4. Rising Star 5. Playboy Part II 6. Avanai cumori no, genki de ne 7. Kagen no cuki 8. Graduation 9. Kan Beer 10. Switch 11. Joake no rjúszeigun 12. Image 13. Sunkan Sentimental 14. Everybody Say Yeah! 15. Your Song Ráadás 1. Taijó Scandalous |

| Szeptember 19. 1. Taijó Scandalous 2. Scandal no Theme 3. Playboy 4. Runners High 5. Tokió Skyscraper 6. Everybody Say Yeah! 7. Standard 8. Onegai Navigation 9. Graduation 10. Switch 11. Kagen no cuki 12. Image 13. Sunkan Sentimental 14. Jokae no rjúszeigun 15. Taijó to kimi ga egaku Story Ráadás 1. Your Song | Szeptember 28. 1. Joake no rjúszeigun 2. Taijó to kimi ga egaku Story 3. Taijó Scandalous 4. Sunkan Sentimental 5. Hitocu dake 6. Hosi no furu joru ni 7. Standard 8. Onegai Navigation 9. Graduation 10. Switch 11. Avanai cumori no, genki de ne 12. Image 13. Everybody Say Yeah! 14. Your Song 15. Doll Ráadás 1. Rainy 2. Scandal Baby |

Állomások
| Időpont              | Város    | Helyszín           |
| -------------------- | -------- | ------------------ |
| Japán                |          |                    |
| 2014. szeptember 14. | Akaszaka | Akasaka Blitz      |
| 2014. szeptember 15. | Akaszaka | Akasaka Blitz      |
| 2014. szeptember 17. | Akaszaka | Akasaka Blitz      |
| 2014. szeptember 18. | Akaszaka | Akasaka Blitz      |
| 2014. szeptember 19. | Akaszaka | Akasaka Blitz      |
| 2014. szeptember 23. | Oszaka   | Dojima River Forum |
| 2014. szeptember 24. | Oszaka   | Dojima River Forum |
| 2014. szeptember 26. | Oszaka   | Dojima River Forum |
| 2014. szeptember 27. | Oszaka   | Dojima River Forum |
| 2014. szeptember 28. | Oszaka   | Dojima River Forum |

## Scandal World Tour 2015: Hello World
Dallista
| Japán koncertek Az alábbi számlista a 2015. április 11-i fellépést tükrözi, és nem áll a turné összes állomására. 1. Love in Action 2. Over Drive 3. Doll 4. Sunkan Sentimental (瞬間センチメンタル) 5. Scandal Baby 6. Onegai Navigation (お願いナビゲーション) 7. Kagen no cuki (下弦の月) 8. Graduation 9. Hon vo jomu (本を読む) 10. Kan Beer (缶ビール) 11. Ojaszumi (おやすみ) 12. Winter Story 13. Departure 14. Avanai cumori no, genki de ne (会わないつもりの、元気でね) 15. Satisfaction (サティスファクション) 16. Hello! Hello! 17. Joake no rjúszeigun (夜明けの流星群) 18. Your Song 19. Image Ráadás 1. Standard 2. [új dal] 3. Everybody Say Yeah! | Nemzetközi koncertek Az alábbi számlista a 2015. április 25-i fellépést tükrözi, és nem áll a turné összes állomására. 1. Love in Action 2. Satisfaction (サティスファクション) 3. Doll 4. Sunkan Sentimental (瞬間センチメンタル) 5. Scandal Baby 6. Kagen no cuki (下弦の月) 7. Onegai Navigation (お願いナビゲーション) 8. Hon vo jomu (本を読む) 9. Kan Beer (缶ビール) 10. Ojaszumi (おやすみ) 11. Departure 12. Taijó to kimi ga egaku Story (太陽と君が描くSTORY) 13. Your Song 14. Joake no rjúszeigun (夜明けの流星群) 15. Image Ráadás 1. Sódzso S (少女S) 2. Everybody Say Yeah! |

Japán koncertek
- A turné alatt a ráadás dalok eltérőek voltak; bár általában a Standard, a Place of Life és az Everybody Say Yeah! tette ki azt. A turné nyitóestjén és a február 10-i óitai fellépésen a Space Ranger váltotta a Standardot, míg a január 29-i tacsikavai, a március 13-i ócui és az április 19-i okinavai állomásokon a Sódzso S-t, a február 14-i hirosimai fellépésen a Bitter Chocolate-ot, a február 21-i oszakai koncerten a Welcome Home-ot, míg egy nappal később egy új, a turné alatt írt számot játszottak, melyet a koncertsorozat összes további állomásán előadtak a Place of Life helyett. A február 26-i takamacui, a március 7-i morikokai és a március 8-i mijagi állomásokon a Standard helyett a Rainyt játszották. Február 28-án Fukuokában, március 12-én Kakogavában, illetve március 15-én Narában ismét a Welcome Home-ot adtak elő a Standard helyett. A március 1-i nagaszaki fellépésen visszakerült a Standard, ami a következő koncerten is előadtak, a dal a március 21-i nagaokai állomáson is visszakerült a számlistába és egészen az április 5-i aszahikavai fellépésig játszották. Az április 11–12-i tokió fellépéseken a Harukaze váltotta a Standardot.

Nemzetközi koncertek
- Az Everybody Say Yeah! című dal bevezetője az Isino Takkjú által újrakevert változat volt.[18]
- Az április 26-i londoni, a május 10-i tajpeji és a május 22-i anaheimi fellépésen az Avanai cumori no, genki de nét, az április 30-i asseni, a május 15-i chicagói és a május 23-i  Los Angeles-i koncerten a Harukazét,  a május 8-i szingapúrin a Rainyt, míg a május 29-i hongkongi előadáson a Kagerót játszották a Sódzso S helyett a ráadás első számaként.
- A május 15-i chicagói koncerten nem adták el egyik szólódalukat, így a Hon vo jomut, a Kan Beert vagy az Ojaszumit sem, illetve a Kagen no cuki és az Onegai Navigation helyet cserélt a számlistán.[19]
- A május 20-i mexikóvárosi koncerten miután az Everybody Say Yeah! után megünnepelték Szaszazaki huszonötödik születésnapját (miközben az közönség a Las Mañanitast énekelte) ráadásként még eljátszották a Kagerót.[20]
- A május 29-i hongkongi koncerten a Your Song és a Joake no rjúszeigun helyet cserélt a számlistán.

Állomások
| Dátum                     | Város          | Ország             | Helyszín                                                     | Előzenekar  |
| ------------------------- | -------------- | ------------------ | ------------------------------------------------------------ | ----------- |
| Japán                     |                |                    |                                                              |             |
| 2015. január 24.          | Acugi          | Japán              | Atsugishi Bunka Kaikan                                       | N/A         |
| 2015. január 29.          | Tacsikava      | Japán              | Tamashin Risuru Hall                                         | N/A         |
| 2015. január 31.          | Maebasi        | Japán              | Beishia Culture Hall (nagyterem)                             | N/A         |
| 2015. február 1.          | Júki           | Japán              | Yuki Civic Cultural Center Across (nagyterem)                | N/A         |
| 2015. február 7.          | Csiba          | Japán              | Chiba Prefecture Cultural Center                             | N/A         |
| 2015. február 10.         | Óita           | Japán              | Holt Hall Oita                                               | N/A         |
| 2015. február 11.         | Kumamoto       | Japán              | Civic Center Sojo University Hall (Kumamoto Municipal House) | N/A         |
| 2015. február 14.         | Hirosima       | Japán              | Hiroshima Uenogakuen Hall                                    | N/A         |
| 2015. február 15.         | Hirosima       | Japán              | Hiroshima Uenogakuen Hall                                    | N/A         |
| 2015. február 21.         | Oszaka         | Japán              | Orix Theater                                                 | N/A         |
| 2015. február 22.         | Oszaka         | Japán              | Orix Theater                                                 | N/A         |
| 2015. február 26.         | Takamacu       | Japán              | Sunport Hall Takamatsu                                       | N/A         |
| 2015. február 28.         | Fukuoka        | Japán              | Fukuoka Sunpalace                                            | N/A         |
| 2015. március 1.          | Nagaszaki      | Japán              | Nagasaki Civic Auditorium                                    | N/A         |
| 2015. március 5.          | Omija          | Japán              | Omiya Sonic City (nagyterem)                                 | N/A         |
| 2015. március 7.          | Morikoka       | Japán              | Morioka Civic Cultural Hall                                  | N/A         |
| 2015. március 8.          | Mijagi         | Japán              | Tokyo Electron Hall Miyagi                                   | N/A         |
| 2015. március 12.         | Kakogava       | Japán              | Kakogawa Shimin Hall (nagyterem)                             | N/A         |
| 2015. március 13.         | Ócu            | Japán              | Shiga Prefectural Art Theater Biwako Hall (nagyterem)        | N/A         |
| 2015. március 15.         | Nara           | Japán              | Nara Centennial Hall                                         | N/A         |
| 2015. március 19.         | Nagano         | Japán              | Hokuto Cultural Hall Theater                                 | N/A         |
| 2015. március 21.         | Nagaoka        | Japán              | Nagaoka Municipal Theater                                    | N/A         |
| 2015. március 22.         | Kanazava       | Japán              | Hondanomori Hall                                             | N/A         |
| 2015. március 27.         | Sizuoka        | Japán              | Shizuoka City Culture Hall                                   | N/A         |
| 2015. március 28.         | Nagoja         | Japán              | Nagoya Congress Center Century Hall                          | N/A         |
| 2015. március 30.         | Kurasiki       | Japán              | Kurashiki Municipal House                                    | N/A         |
| 2015. április 4.          | Szapporo       | Japán              | Sapporo Shimin Hall                                          | N/A         |
| 2015. április 5.          | Aszahikava     | Japán              | Asahikawa Civic Culture Hall (nagyterem)                     | N/A         |
| 2015. április 11.         | Tokió          | Japán              | Tokyo International Forum (A-terem)                          | N/A         |
| 2015. április 12.         | Tokió          | Japán              | Tokyo International Forum (A-terem)                          | N/A         |
| 2015. április 19.         | Okinava        | Japán              | Okinawa Namura Hall                                          | N/A         |
| Európa                    |                |                    |                                                              |             |
| 2015. április 25.         | Párizs         | Franciaország      | Bataclan                                                     | The Shapers |
| 2015. április 26.         | London         | Egyesült Királyság | O2 Academy Islington                                         | N/A         |
| 2015. április 30.         | Essen          | Németország        | Weststadthalle                                               | N/A         |
| Ázsia, 1. szakasz         |                |                    |                                                              |             |
| 2015. május 8.            | Szingapúr      | Szingapúr          | The Coliseum (Hard Rock Hotel)                               | N/A         |
| 2015. május 10.           | Tajpej         | Tajvan             | The Wall                                                     | N/A         |
| Észak-Amerika, 1. szakasz |                |                    |                                                              |             |
| 2015. május 15.           | Chicago        | USA                | Rosemont Theatre                                             | N/A         |
| Dél-Amerika               |                |                    |                                                              |             |
| 2015. május 20.           | Mexikóváros    | Mexikó             | El Plaza Condesa                                             | N/A         |
| Észak-Amerika, 2. szakasz |                |                    |                                                              |             |
| 2015. május 22.           | Anaheim        | USA                | House of Blues Anaheim                                       | N/A         |
| 2015. május 23.           | West Hollywood | USA                | House of Blues on Sunset                                     | N/A         |
| Ázsia, 2. szakasz         |                |                    |                                                              |             |
| 2015. május 29.           | Hongkong       | Hongkong           | Macpherson Stadium                                           | N/A         |

Fesztiválok és egyéb előadások
1. ↑  A Japan Music Festival részeként[22]
2. ↑  Az Anime Central Convention részeként[23]

## Scandal Arena Tour 2015–2016: Perfect World
Dallista
1. Image
2. Sunkan Sentimental (瞬間センチメンタル?)
3. Everybody Say Yeah!
4. Doll
5. Standard
6. Onegai Navigation (お願いナビゲーション?)
7. Hon vo jomu (本を読む?)
8. Life Is a Journey
9. Sódzso S (少女S?)
10. Avanai cumori no, genki de ne (会わないつもりの、元気でね?)
11. Ojaszumi (おやすみ?)
12. Kill the Virgin
13. Kimi to joru to namida (キミと夜と涙?) (csak a kóbei állomáson)
14. Switch („karácsonyi változat”) (csak a nagojai állomáson)
15. Winter Story
16. Departure
17. Joake no rjúszeigun (夜明けの流星群?)
18. Your Song
19. Scandal Baby
20. Sisters
21. Csiiszana honó (ちいさなほのお?)

Ráadás
1. Standard
2. Love in Action
3. Stamp!
4. Suki-Suki (csak a nagojai állomáson)
5. Taijó Scandalous (太陽スキャンダラス?)

Állomások
| Időpont            | Város  | Helyszín            |
| ------------------ | ------ | ------------------- |
| Japán              |        |                     |
| 2015. december 9.  | Kóbe   | World Memorial Hall |
| 2015. december 23. | Nagoja | Nippon Gaishi Hall  |
| 2016. január 12.   | Tokió  | Nippon Budókan      |
| 2016. január 13.   | Tokió  | Nippon Budókan      |

## Scandal Tour 2016: Yellow
Állomások
| Időpont           | Város    | Helyszín              |
| ----------------- | -------- | --------------------- |
| Japán             |          |                       |
| 2016. április 13. | Szendai  | Szendai Pit           |
| 2016. április 14. | Szendai  | Szendai Pit           |
| 2016. április 16. | Niigata  | Niigata Lots          |
| 2016. április 17. | Niigata  | Niigata Lots          |
| 2016. április 21. | Fukuoka  | Zepp Fukuoka          |
| 2016. április 23. | Hirosima | Blue Live Hiroshima   |
| 2016. április 24. | Hirosima | Blue Live Hiroshima   |
| 2016. április 30. | Takamacu | Takamacu festhalle    |
| 2016. május 1.    | Oszaka   | Namba Hatch           |
| 2016. május 3.    | Nagoja   | Zepp Nagoya           |
| 2016. május 4.    | Nagoja   | Zepp Nagoya           |
| 2016. május 8.    | Szapporo | Zepp Sapporo          |
| 2016. május 11.   | Tokió    | Zepp DriverCity Tokyo |
| 2016. május 13.   | Tokió    | Zepp DriverCity Tokyo |
| 2016. május 14.   | Tokió    | Zepp DriverCity Tokyo |
| 2016. május 19.   | Oszaka   | Namba Hatch           |
| 2016. május 20.   | Oszaka   | Namba Hatch           |
| Ázsia             |          |                       |
| 2016. június 9.   | Hongkong | Star Hall             |
| 2016. június 11.  | Tajvan   | ATT Show Box          |

## Scandal Tour 2016: Yellow in Europe
Állomások
| Időpont              | Város      | Ország             | Helyszín          |
| -------------------- | ---------- | ------------------ | ----------------- |
| Európa               |            |                    |                   |
| 2016. szeptember 10. | Amszterdam | Hollandia          | Melkweg           |
| 2016. szeptember 13. | Köln       | Németország        | Luxor             |
| 2016. szeptember 14. | Köln       | Németország        | Kaiserkeller      |
| 2016. szeptember 16. | Wrocław    | Lengyelország      | Firlej            |
| 2016. szeptember 17. | Bécs       | Ausztria           | Szene             |
| 2016. szeptember 18. | Milánó     | Olaszország        | Elyon             |
| 2016. szeptember 20. | Párizs     | Franciaország      | Poste à Galène    |
| 2016. szeptember 21. | Barcelona  | Spanyolország      | Apolo2            |
| 2016. szeptember 24. | London     | Egyesült Királyság | Islington Academy |
| 2016. szeptember 25. | Párizs     | Franciaország      | La Machine        |

## Scandal Mania Tour 2016
Állomások
| Időpont            | Város    | Helyszín              |
| ------------------ | -------- | --------------------- |
| Japán              |          |                       |
| 2016. október 30.  | Szendai  | Mijagi Macana         |
| 2016. november 3.  | Tokió    | Zepp DiverCity Tokyo  |
| 2016. november 5.  | Hirosima | Hirosima Club Quattro |
| 2016. november 6.  | Fukuoka  | Beat Station          |
| 2016. november 12. | Oszaka   | Namba Hatch           |
| 2016. november 27. | Szapporo | Duce Szapporo         |

## Scandal 47 todófukuen Tour
Állomások
| Időpont           | Város     | Helyszín                             |
| ----------------- | --------- | ------------------------------------ |
| Japán             |           |                                      |
| 2017. március 11. | Kumamoto  | Kumamoto B.9 V1                      |
| 2017. március 12. | Mijazaki  | Mijazaki Weather King                |
| 2017. március 14. | Nagaszaki | Nagaszaki Drum Be-7                  |
| 2017. március 15. | Szaga     | Szaga Geils                          |
| 2017. március 17. | Súnan     | Súnan Rising Hall                    |
| 2017. március 18. | Macue     | Macue Aztic Canova                   |
| 2017. március 20. | Jonago    | Jonago Aztic Laughs                  |
| 2017. március 25. | Kanazava  | Kanazava Eight Hall                  |
| 2017. március 26. | Tojama    | Tojama Mairo                         |
| 2017. március 28. | Nagano    | Nagano Club Junk Box                 |
| 2017. április 1.  | Niigata   | Niigata Lots                         |
| 2017. április 2.  | Niigata   | Niigata Lots                         |
| 2017. április 5.  | Csiba     | Csiba Look                           |
| 2017. április 8.  | Kócsi     | Kócsi Caravan Sary                   |
| 2017. április 9.  | Takamacu  | Takamacu festhalle                   |
| 2017. április 11. | Macujama  | Macujama Wstudio Red                 |
| 2017. április 12. | Tokusima  | Tokusima Club Grindhouse             |
| 2017. április 15. | Tokió     | Zepp Tokyo                           |
| 2017. április 16. | Kófu      | Kófu Conviction                      |
| 2017. április 22. | Oszaka    | Zepp Osaka Bayside                   |
| 2017. április 23. | Nagoja    | Zepp Nagoya                          |
| 2017. április 28. | Kavaszaki | Club Citta                           |
| 2017. április 30. | Takaszaki | Takaszaki Club Fleez                 |
| 2017. május 2.    | Szaitama  | Heaven’s Rock Szaitama sintosin VJ-3 |
| 2017. május 4.    | Fukui     | Fukui Hibiki no Hall                 |
| 2017. május 6.    | Gifu      | Gifu Club-G                          |
| 2017. május 7.    | Macuszaka | Macuszaka M’axa                      |
| 2017. május 13.   | Hirosima  | Hirosima Club Quattro                |
| 2017. május 14.   | Hirosima  | Hirosima Club Quattro                |
| 2017. május 20.   | Kórijama  | Kórijama Hip Shot                    |
| 2017. május 21.   | Szendai   | Szendai Rensa                        |
| 2017. május 23.   | Jamagata  | Jamagata Music Sóva Session          |
| 2017. május 25.   | Morioka   | Morioka Club Change Wave             |
| 2017. május 27.   | Akita     | Akita Club Swindle                   |
| 2017. május 28.   | Aomori    | Aomori Quarter                       |
| 2017. június 2.   | Szapporo  | Penny Lane 24                        |
| 2017. június 3.   | Szapporo  | Penny Lane 24                        |
| 2017. június 10.  | Vakajama  | Vakajama Shelter                     |
| 2017. június 11.  | Siga      | Siga U-Stone                         |
| 2017. június 13.  | Kiotó     | Kyoto Muse                           |
| 2017. június 15.  | Kóbe      | Kóbe Varit.                          |
| 2017. június 17.  | Nara      | Nara Neverland                       |
| 2017. június 18.  | Oszaka    | Namba Hatch                          |
| 2017. június 22.  | Hamamacu  | Live House Hamamacu Madovaku         |
| 2017. június 23.  | Nagoja    | Zepp Nagoya                          |
| 2017. június 25.  | Okajama   | Okajama Crazymama Kingdom            |
| 2017. július 1.   | Kagosima  | Kagosima Caparvo Hall                |
| 2017. július 2.   | Fukuoka   | Fukuoka Drum Logos                   |
| 2017. július 4.   | Óita      | Óita Drum Be-0                       |
| 2017. július 8.   | Naha      | Naha Szakurazaka Central             |
| 2017. július 14.  | Ucunomija | Heaven’s Rock Ucunomija VJ-2         |
| 2017. július 15.  | Mito      | Mito Light House                     |
| 2017. július 17.  | Tojoszu   | Tojoszu Pit                          |

## Scandal no taiban Tour
Állomások
| Időpont           | Város  | Helyszín           | Társfellépő          |
| ----------------- | ------ | ------------------ | -------------------- |
| Japán             |        |                    |                      |
| 2017. október 6.  | Tokió  | Zepp Tokyo         | Unison Square Garden |
| 2017. október 20. | Nagoja | Zepp Nagoya        | 04 Limited Sazabys   |
| 2017. október 20. | Oszaka | Zepp Osaka Bayside | Blue Encount         |

## Scandal Tour 2018: Honey
Állomások
| Időpont           | Város    | Helyszín                          |
| ----------------- | -------- | --------------------------------- |
| Japán             |          |                                   |
| 2018. március 3.  | Miszato  | Misato City Culture Hall          |
| 2018. március 9.  | Kagosima | Kagoshima Citizen’s Cultural Hall |
| 2018. március 10. | Fukuoka  | Fukuoka Civic Hall                |
| 2018. március 16. | Szendai  | Sendai Bank Hall Izumity 21       |
| 2018. március 17. | Morioka  | Morioka Civic Cultural Hall       |
| 2018. március 21. | Szapporo | Wak Wak Holiday Hall              |
| 2018. március 24. | Szano    | Sano City Cultural Hall           |
| 2018. március 25. | Júki     | Yuki Shimin Bunka Center          |
| 2018. március 31. | Niigata  | Niigata Prefectural Civic Center  |
| 2018. április 1.  | Kanazava | Honda no Mori Hall                |
| 2018. április 7.  | Hirosima | HBG Hall                          |
| 2018. április 8.  | Jonago   | Yonago City Cultural Hall         |
| 2018. április 14. | Nagoja   | NTK Hall                          |
| 2018. április 15. | Nagoja   | NTK Hall                          |
| 2018. április 21. | Takamacu | Sunport Hall Takamatsu            |
| 2018. április 22. | Nara     | Nara Centennial Hall              |
| 2018. április 27. | Oszaka   | Orix Theater                      |
| 2018. április 28. | Oszaka   | Orix Theater                      |
| 2018. május 11.   | Nakano   | Nakano Sun Plaza                  |
| 2018. május 12.   | Nakano   | Nakano Sun Plaza                  |
| 2018. május 18.   | Simizu   | Shimizu Cultural Center Marinart  |
| 2018. május 19.   | Gifu     | Gifu Civic Auditorium             |
| 2018. május 25.   | Gifu     | Kobe International Hall           |

## Scandal Asia Tour 2018: Honey
Állomások
| Időpont          | Város    | Helyszín              |
| ---------------- | -------- | --------------------- |
| Ázsia            |          |                       |
| 2018. június 10. | Hongkong | MacPherson Stadium    |
| 2018. június 15. | Peking   | Tango                 |
| 2018. június 17. | Kanton   | Tutu                  |
| 2018. június 27. | Manila   | SMX Convention Center |
| 2018. június 30. | Tajpej   | Clapper Studio        |